# بل (دشتياري)
بل (بالفارسية: بل) هي قرية تقع في سيستان وبلوتشستان في إيران. يقدر عدد سكانها بـ 186 نسمة بحسب إحصاء 2016.